# Prosactogaster venustus
Prosactogaster venustus är en stekelart som beskrevs av Fouts 1934. Prosactogaster venustus ingår i släktet Prosactogaster och familjen gallmyggesteklar. Inga underarter finns listade i Catalogue of Life.